# Тройницкие
Тройницкие (пол. Trojnicki) — дворянский род.

## Известные представители
- Потомство Павла Тройницкого (?-1740), Полтавского полкового писаря, затем сотника Келебердянского (1717, 1730)
  - Устин Павлович (1738-?)[1]
    - Григорий Устинович (ок. 1774—1812) — майор
      - Александр Григорьевич (1807—1871) — русский статистик, член Государственного совета Российской империи.
        - Николай Александрович (1842—1913) — русский статистик, действительный тайный советник, губернатор.
          - Александр Николаевич (1869—?) — Семипалатинский и Тульский губернатор.
          - Сергей Николаевич (1882—1948) — геральдист и искусствовед, директор Государственного Эрмитажа.

        - Григорий Александрович (1844—1914) — член совета министра государственных имуществ, сенатор. Действительный тайный советник.
        - Владимир Александрович (1847—1917?) — тайный советник, тобольский губернатор.

      - Тройницкий, Николай Григорьевич (1811—1892) — действительный статский советник, директор Одесского банка, страстный поклонник литературы и живописи, был дружен с Гоголем и Л. С. Пушкиным.
        - Ольга Николаевна Миклашевская (1852—1920). Муж: Михаил Ильич Миклашевский.
        - Софья Николаевна Зволянская (1857—1936) Муж: Сергей Эрастович Зволянский.

## Описание герба
В червлёном щите серебряная подкова, обращённая шипами вниз, с золотым лапчатым крестом на ней.
Щит увенчан дворянским коронованным шлемом. Нашлемник: чёрный ворон, обращённый вправо, держит в клюве зелёный лавровый венок. Намёт: червлёный, подложен серебром. Герб рода Тройницких внесён в Часть 15 Общего гербовника дворянских родов Всероссийской империи, стр. 88.